# Llengua txagatai
La llengua txagatai (جغتای Jağatāy; uzbek: چەغەتاي Chag'atoy; uigur: چاغاتاي Chāghātāy； turc: Çağatayca) és una llengua turquesa extingida, que un cop es va parlar àmpliament a l'Àsia central, i continuà sent la llengua literària comuna fins al segle xx. Els investigadors soviètics anomenaren la llengua txagatai com a «Antic Uzbek».Ali-Shir Nava'i va ser el major exponent de la literatura en llengua txagatai

## Nom de la llengua
El mot Txagatai fa referència al Kanat de Txagatai, un imperi descendent de l'Imperi Mongol, que va ser assignat al segon fill de Genguis Kan, Txagatai Khan. Molts dels turcs txagatai i tàtars que eren parlants d'aquesta llengua es reclamaven descendents de Txagatai Khan.
El nom de llenguatge karluc s'aplica a una família de llengües turques en la qual hi ha també l'uigur, l'uzbek, i el turc de l'Ili; el karluc propi és conegut com a llengua txagatai. El nom karluc va quedar fora d'ús algun temps després de la conquesta mongola (després del 1211), i com que era la llengua principal del Kanat de Txagatai, la llengua va esdevenir el txagatai.